# Cujávia
Cujávia (polonês: Kujawy; alemão: Kujawien), também em algumas fontes encontrado como Kuyavia, Cuyavia ou Kuiavia, é uma região histórica da Polônia. É a parte mais ao norte da Grande Polônia, está a oeste da Mazóvia e a leste da Pomerânia, e situa-se entre o rio Vístula a leste, o rio Noteć a oeste, e os rios Noteć e Krówka ao sul.

## História
No início da Idade Média a região fazia divisa principalmente com o território da Kruszwica e politicamente era parte da Grande Polônia. No século XI um bispado foi criado em Kruszwica. Foi logo dissolvido, mas foi reintroduzido em 1123 ou 1124 e a capital da região foi transferida para Włocławek. No século XII a influência política dos duques locais foi estendida para grande parte da Mazóvia. Devido às terras férteis e rios abundantes a região desenvolveu-se rapidamente e sua população cresceu.
Em 1186 a região foi conquistada pelo Duque Mieszko III da Grande Polônia, que criou lá um ducado para um de seus filhos, Bolesław. Após a morte deste último em 1195 ela foi novamente incorporada à Mazóvia. Por volta de 1231 o Duque Conrado I da  Mazóvia recriou o ducado como uma propriedade para o seu filho Casimiro I da Mazóvia. Após sua morte em 1267 o ducado foi dividido em duas partes que foram governadas por seus sucessores, com as capitais em Inowrocław e Brześć Kujawski.
Entre 1248 e 1352 a Cujávia se juntou à Terra de Dobrzyń, que foi mais tarde conquistada pelos Cavaleiros Teutônicos. Em 1287 a Cujávia tornou-se um ducado separado com seus próprios domínios. Em 1332 a área da Cujávia foi conquistada pelos Cavaleiros que a controlaram até o Tratado de Kalisz de 1343.
Como parte do Reino da Polônia, a área retornou com sua divisão original de duas partes separadas. As voivodias de Inowrocław e de Brześć Kujawski dividiam o mesmo Sejmik em Radziejów. Durante o século XVII, os colonos neerlandeses e frísios, coletivamente conhecidos por holandeses, fundaram muitas cidades com individualística arquitetura na Cujávia; algumas dessas construções permanecem até hoje. Eles desenvolveram as comunidades de aldeia independentes e trouxeram seus conhecimentos agrícolas para a região. Os holandeses eram especialistas em plantações em lagos e rios, especialmente em pântanos e terras alqueivadas.
Após a primeira partição da Polônia em 1772, a parte norte da Cujávia foi anexada pelo Reino da Prússia. A anexação do restante da região aconteceu após a segunda partição da Polônia em 1793, após o que ela foi diretamente incorporada à província prussiana da Nova Prússia Oriental.
Entre 1807 e 1815 a Cujávia foi uma parte do Ducado de Varsóvia. Após a queda de Napoleão Bonaparte, ela foi dividida entre a Prússia e o Império Russo. A região ocidental com as maiores cidades de Bydgoszcz, Inowrocław e Kruszwica foi novamente anexada à Prússia, enquanto que a parte mais oriental, com Radziejów e Włocławek, foi anexada pela Rússia e passou para a Polônia do Congresso.
A Cujávia tornou-se parte da Segunda República da Polônia em 1918 após a Primeira Guerra Mundial. Foi ocupada pela Alemanha Nazista em 1939 durante a Segunda Guerra Mundial, mas retornou à Polônia em 1945. Desde 1999 sua maior área faz parte da voivodia da Cujávia-Pomerânia.